# Gaëtane Abrial
Pour les articles homonymes, voir Abrial.
Gaëtane Abrial est une chanteuse française, auteure-compositrice et interprète, née à Saint-Étienne dans la Loire en 1988.
En 2007, elle participe à la cinquième saison de l'émission Nouvelle Star diffusée sur M6. L'année suivante, elle sort son premier album, Cheyenne Song, produit et composé par André Manoukian.

## Carrière
Après avoir obtenu le baccalauréat au lycée privé Saint-Louis de Saint-Étienne, Gaëtane Abrial a commencé des études en Langues étrangères appliquées. Elle a suivi des cours de chant depuis l'âge de 6 ans, en particulier avec Alain Védèche.
En 2007, Gaëtane Abrial participe à la Nouvelle Star. Elle est éliminée en demi-finale, se classant 3e après Tigane et Julien (Julien Doré), le futur gagnant de cette édition. Elle fait partie du groupe qui parcourt la France lors de la tournée durant l'été 2007.
L'année suivante, elle sort un album aux accents pop-folk, Cheyenne Song, produit et composé par André Manoukian, l'un des jurés du télé-crochet, avec des textes de Pierre-Dominique Burgeaud, Florian Gazan, Xavier de Moulins, André Manoukian, ainsi que des textes écrits par Gaëtane Abrial seule (Les saveurs inconnue) ou co-écrits avec André Manoukian. Selon une interview d'André Manoukian, cet album s'est vendu à près de 30 000 exemplaires.
Après la sortie de son album, les concerts se multiplient. Au cours des années 2008 et 2009, Gaëtane Abrial passe notamment à Cannes, Nantes, Caen, Moiselles, Chantilly, Le Cap d'Agde. Elle assure également les premières parties de l'humoriste Élie Semoun dans plusieurs villes.
En 2010, elle commence à se produire avec son compagnon, Guillaume Farré, sous le nom The Mellow. Ils sortent en 2012 un EP de 5 titres, Shelter et s'installent au Pays basque, entre Bidart et Guéthary. Ils sortent un second EP, Mellow Season, toujours auto-produit. En 2015, le nom étant protégé, le duo change de nom et choisit Bon Air.
Gaëtane Abrial est également céramiste.

## Discographie

### Albums
- 2008 : Cheyenne Song
- 2012 : Shelter EP
- 2016 : Electrical EP[4]

### Autres participations
- 2008 : Suzanne sur l'album Chantent 68